# Оскар Ајзак
Оскар Ајзак (енгл. Oscar Isaac; Гватемала, 9. март 1979) амерички је глумац и певач рођен у Гватемали.

## Биографија
Након филмског првенца у акционој комедији Све за лову (2002), уследиле су споредне улоге у биографској драми Че: Први део (2008), трилеру Круг лажи (2008), историјској драми Агора (2009) и ратном филму Балибо (2009).
Почетком 2010-их Ајзак је почео да добија веће улоге у високобуџетним пројектима, попут акционих филмова Робин Худ (2010), Изненадни ударац (2011) и Борново наслеђе (2012), али и филмовима независне продукције − као што је нео-ноар драма Возач (2011). Године 2013. играо је насловну улогу у музичкој драми У глави Луина Дејвиса, која му је донела номинацију за награду Златни глобус у категорији „Најбољи главни глумац у играном филму - мјузикл или комедија”. Наредне године играо је главну улогу у криминалистичкој драми Најнасилнија година, а наступио је и у филмовима Тајно и Два лица јануара. Током 2015. Ајзак је наступио у научнофантастичним филмовима Екс махина и Звездани ратови — епизода VII: Буђење силе и мини-серији Покажите ми хероја која му је донела номинацију за Златни глобус за најбољег глумца у мини-серији или ТВ филму. Тумачио је улогу главног негативца, Апокалипсе, у филму Икс-људи: Апокалипса (2016).
Поред глуме, Ајзак се такође бави музиком и извео је неколико нумера у својим филмовима Изненадни ударац (2011), 10 година (2011), Без повлачења (2012) и У глави Луина Дејвиса (2013).

## Филмографија
| Филмови             |                                                 |               |                                             | |
| Година              | Српски назив                                    | Изворни назив | Улога                                       | Напомене |
| 2002.               | Све за лову                                     |               | Франческо                                   | |
| 2006.               | ПУ-239                                          |               | Шив                                         | |
| 2006.               | Прича о Исусовом рођењу                         |               | Џозеф                                       | |
| 2007.               | Живот пред очима                                |               | Маркус                                      | |
| 2008.               | Че: Први део                                    |               | Преводилац                                  | |
| 2008.               | Круг лажи                                       |               | Басам                                       | |
| 2009.               | Агора                                           |               | Орестес                                     | |
| 2009.               | Балибо                                          |               | Хосе Рамос-Орта                             | |
| 2010.               | Робин Худ                                       |               | Јован без Земље                             | |
| 2011.               | Изненадни ударац                                |               | Блу Џоунс                                   | |
| 2011.               | В. Е.                                           |               | Евгени                                      | |
| 2011.               | 10 година                                       |               | Ривс                                        | |
| 2011.               | Возач                                           |               | Стандард Габријел                           | |
| 2012.               | Кристијада                                      |               | Викторијано Рамирез                         | |
| 2012.               | Освета за Џоли                                  |               | Сесил                                       | |
| 2012.               | Борново наслеђе                                 |               | Број 3                                      | |
| 2012.               | Без повлачења                                   |               | Мајкл Пери                                  | |
| 2013.               | У глави Луина Дејвиса                           |               | Луин Дејвис                                 | номинација - Златни глобус за најбољег глумца у играном филму (мјузикл или комедија) номинација - Награда Спирит за најбољег глумца у главној улози номинација - Награда Удружења њујоршких филмских критичара за најбољег глумца номинација - Награда Емпајер за најбољег новајлију номинација - Награда Сатурн за најбољег глумца (филм) номинација - Онлајн награда Друштва филмских критичара за најбољу главну мушку улогу |
| 2014.               | Тајно                                           |               | Лорен Лаклер                                | |
| 2014.               | Два лица јануара                                |               | Рајдал Кинер                                | |
| 2014.               | Најнасилнија година                             |               | Абел Моралес                                | Награда Националног одбора критичара за најбољег глумца |
| 2015.               | Мохаве                                          |               | Џек                                         | |
| 2015.               | Екс махина                                      |               | Нејтан                                      | Награда Удружења интернет филмских критичара за најбољу споредну мушку улогу |
| 2015.               | Звездани ратови — епизода VII: Буђење силе      |               | По Дамерон                                  | |
| 2016.               | Икс-људи: Апокалипса                            |               | Ен Сабах Нур/Апокалипса                     | |
| 2016.               | Обећање                                         |               | Мајкл                                       | |
| 2017.               | Звездани ратови — епизода VIII: Последњи џедаји |               | По Дамерон                                  | |
| 2018.               | Уништење                                        |               | Кејн                                        | |
| 2018.               | Спајдермен: Нови свет                           |               | Мигел О’Хара / Спајдермен 2099              | гласовни камео |
| 2019.               | Породица Адамс                                  |               | Гомез Адамс                                 | глас |
| 2019.               | Звездани ратови — епизода IX: Успон Скајвокера  |               | По Дамерон                                  | |
| 2021.               | Дина                                            |               | Војвода Лето Атреид                         | |
| 2021.               | Породица Адамс 2                                |               | Гомез Адамс                                 | глас |
| 2023.               | Спајдермен: Путовање кроз спајдер-свет          |               | Мигел О’Хара / Спајдермен 2099              | глас |
| 2025.               | Франкенштајн                                    |               | Виктор Франкенштајн                         | |
| Телевизијске серије |                                                 |               |                                             | |
| 2006.               | Ред и закон: Злочиначке намере                  |               | Роби Полсон                                 | Епизода: |
| 2015.               | Покажите ми хероја                              |               | Ник Васиско                                 | мини-серија номинација - Златни глобус за најбољег глумца у мини-серији или ТВ филму номинација - Награда Сателит за најбољег глумца у мини-серији или ТВ филму |
| 2021.               | Сцене из брака                                  |               | Џонатан Леви                                | мини-серија |
| 2022.               | Месечев Витез                                   |               | Стивен Грант / Марк Спектор / Месечев Витез | мини-серија |